# Apeadero Altimpergher
Altimpergher era una estación ferroviaria ubicada en la ciudad de José C. Paz, Provincia de Buenos Aires, Argentina. Perteneció al Ferrocarril General Urquiza de la red ferroviaria argentina.

## Servicios
No presenta servicios de pasajeros ni de cargas. Hasta 2011, por sus vías corrían servicios de pasajeros desde Estación Federico Lacroze hacia la Estación Posadas en la provincia de Misiones.  El servicio se encuentra suspendido permanentemente dada la continuidad de sucesos que afectaron la operación del tren de pasajeros en este corredor.
Desde ese año no presenta ningún tipo de servicio de cargas, a pesar de que el ramal está bajo jurisdicción de la empresa estatal Trenes Argentinos Cargas.

## Ubicación
Se encontraba en el centro de la ciudad de José Clemente Paz frente a la Estación José C. Paz del Ferrocarril San Martín sobre la RP 24. Hoy en día el apeadero se encuentra desaparecido.

## Toponimia
Debe su nombre a Esperandio Altimpergher, empresario que poseía una fábrica de alcohol en los principios de la población de José C. Paz, miembro de una de las primeras familias asentadas en el lugar.[cita requerida]